# Tour der südafrikanischen Rugby-Union-Nationalmannschaft nach Australien 1993
| Tour der Springboks nach Australien 1993 | Tour der Springboks nach Australien 1993 | Tour der Springboks nach Australien 1993 | Tour der Springboks nach Australien 1993 | Tour der Springboks nach Australien 1993 |
| Übersicht                                | S                                        | G                                        | U                                        | N                                        |
| ---------------------------------------- | ---------------------------------------- | ---------------------------------------- | ---------------------------------------- | ---------------------------------------- |
| Test Matches                             | 03                                       | 1                                        | 0                                        | 2                                        |
| Sonstige Spiele                          | 09                                       | 8                                        | 0                                        | 1                                        |
| Gesamt                                   | 12                                       | 9                                        | 0                                        | 3                                        |
|                                          |                                          |                                          |                                          |                                          |
| Australien                               | 03                                       | 01                                       | 0                                        | 2                                        |

Die Tour der südafrikanischen Rugby-Union-Nationalmannschaft nach Australien 1993 umfasste eine Reihe von Freundschaftsspielen der Springboks, der Nationalmannschaft Südafrikas in der Sportart Rugby Union. Das Team reiste im Juli und August 1993 durch Australien und bestritt 13 Spiele. Dazu gehörten drei Test Matches gegen die Wallabies sowie zehn weitere Begegnungen mit Auswahlteams. Die Springboks gewannen neun Spiele, darunter eines der Test Matches. Es handelte sich um die erste Tour der Südafrikaner nach Australien seit der Aufhebung des Apartheid-Sportboykotts, nachdem die Tour 1971 von massiven Protesten begleitet gewesen war.

## Spielplan
- Hintergrundfarbe grün = Sieg
- Hintergrundfarbe rot = Niederlage

(Test Matches sind grau unterlegt; Ergebnisse aus der Sicht Südafrikas)
| #  | Datum           | Gegner                   | Ort       | Stadion                 | Ergebnis |
| -- | --------------- | ------------------------ | --------- | ----------------------- | -------- |
| 01 | 14. Juli 1993   | Western Australia        | Perth     | WACA Ground             | 71:8     |
| 02 | 17. Juli 1993   | South Australia          | Adelaide  | Thebarton Oval          | 90:3     |
| 03 | 21. Juli 1993   | Victorian Rugby Union    | Melbourne | Olympic Park Stadium    | 78:3     |
| 04 | 24. Juli 1993   | New South Wales Waratahs | Sydney    | Concord Oval            | 28:29    |
| 05 | 27. Juli 1993   | New South Wales Country  | Orange    | Wade Park               | 41:7     |
| 06 | 31. Juli 1993   | Australien               | Sydney    | Sydney Football Stadium | 19:12    |
| 07 | 04. August 1993 | ACT Kookaburras          | Canberra  | Canberra Stadium        | 57:10    |
| 08 | 08. August 1993 | Queensland Reds          | Brisbane  | Ballymore Stadium       | 17:3     |
| 09 | 11. August 1993 | Queensland Country       | Mackay    | Quarry Hill             | 63:5     |
| 10 | 14. August 1993 | Australien               | Brisbane  | Ballymore Stadium       | 20:28    |
| 11 | 17. August 1993 | Sydney Rugby Union       | Sydney    | Penrith Stadium         | 31:20    |
| 12 | 21. August 1993 | Australien               | Sydney    | Sydney Football Stadium | 12:19    |

## Test Matches
| 31. Juli 1993 | Australien               | 12 : 19        | Südafrika                                               | Sydney Football Stadium Zuschauer: 41.000 Schiedsrichter: Lindsay McLachlan (Neuseeland) |
| 31. Juli 1993 | Straftritte: Roebuck (4) | (9:14) Bericht | Versuche: Muller Small (2) Erhöhungen: van Rensburg (2) | Sydney Football Stadium Zuschauer: 41.000 Schiedsrichter: Lindsay McLachlan (Neuseeland) |

Aufstellungen:
- Australien: Scott Bowen, David Campese, Tony Daly, Nick Farr-Jones, Timothy Gavin, Tim Horan, Phil Kearns , Jason Little, Roderick McCall, Ewen McKenzie, Garrick Morgan, Marty Roebuck, Damian Smith, Warwick Waugh, David Wilson 
 Auswechselspieler: Dan Crowley, Anthony Herbert, Brett Johnstone, David Nucifora, Matt Pini, Ilivasi Tabua
- Südafrika: Robert du Preez, Heinrich Füls, Willie Hills, Deon Lotter, Pieter Muller, Jacques Olivier, Francois Pienaar , Uli Schmidt, Joel Stransky, Balie Swart, Theo van Rensburg, James Small, Tiaan Strauss, Hannes Strydom, Nico Wegner 
 Auswechselspieler: John Allan, Keith Andrews, Henry Honiball, Ian Macdonald, Hugh Reece-Edwards, Joost van der Westhuizen

| 14. August 1993 | Australien                                                                  | 28 : 20         | Südafrika                                                                     | Ballymore Stadium, Brisbane Zuschauer: 28.878 Schiedsrichter: Edward Morrison (England) |
| 14. August 1993 | Versuche: Horan Little (2) Erhöhungen: Roebuck (2) Straftritte: Roebuck (3) | (10:10) Bericht | Versuche: Olivier Stransky Erhöhungen: Stransky (2) Straftritte: Stransky (2) | Ballymore Stadium, Brisbane Zuschauer: 28.878 Schiedsrichter: Edward Morrison (England) |

Aufstellungen:
- Australien: Scott Bowen, David Campese, Tony Daly, Nick Farr-Jones, Timothy Gavin, Tim Horan, Phil Kearns , Jason Little, Roderick McCall, Ewen McKenzie, Garrick Morgan, Marty Roebuck, Damian Smith, Ilivasi Tabua, David Wilson 
 Auswechselspieler: Matt Burke, Dan Crowley, Anthony Herbert, David Nucifora, Peter Slattery, Warwick Waugh
- Südafrika: Keith Andrews, Robert du Preez, Heinrich Füls, Deon Lotter, Pieter Muller, Jacques Olivier, Francois Pienaar , Hugh Reece-Edwards, Uli Schmidt, James Small, Joel Stransky, Tiaan Strauss, Hannes Strydom, Balie Swart, Nico Wegner 
 Auswechselspieler: John Allan, Henry Honiball, André Joubert, Ian Macdonald, Johann Styger, Joost van der Westhuizen

| 21. August 1993 | Australien                                                   | 19 : 12       | Südafrika                                    | Sydney Football Stadium, Sydney Zuschauer: 41.877 Schiedsrichter: Edward Morrison (England) |
| 21. August 1993 | Versuche: Horan Erhöhungen: Roebuck Straftritte: Roebuck (4) | (6:5) Bericht | Versuche: Pienaar Small Erhöhungen: Stransky | Sydney Football Stadium, Sydney Zuschauer: 41.877 Schiedsrichter: Edward Morrison (England) |

Aufstellungen:
- Australien: Scott Bowen, David Campese, Tony Daly, Nick Farr-Jones, Timothy Gavin, Tim Horan, Phil Kearns , Jason Little, Roderick McCall, Ewen McKenzie, Garrick Morgan, Marty Roebuck, Damian Smith, Ilivasi Tabua, David Wilson 
 Auswechselspieler: Mike Brial, Matt Burke, Dan Crowley, Anthony Herbert, David Nucifora, Peter Slattery
- Südafrika: Keith Andrews, Robert du Preez, Heinrich Füls, André Joubert, Ian Macdonald, Francois Pienaar , Pieter Muller, Jacques Olivier, Uli Schmidt, James Small, Joel Stransky, Tiaan Strauss, Hannes Strydom, Balie Swart, Nico Wegner 
 Auswechselspieler: John Allan, Henry Honiball, Deon Lotter, Johann Styger, Joost van der Westhuizen, Kobus Wiese